# 千成通
千成通（せんなりとおり）は、愛知県名古屋市中村区の地名。現行行政地名は千成通1丁目から千成通6丁目。住居表示未実施。

## 地理
名古屋市中村区中央部に位置する。東は権現通、西は豊国通に接する。

## 歴史

### 地名の由来
豊臣秀吉が馬印として使った千成瓢箪に由来する。

### 沿革
- 1939年（昭和14年）6月1日 - 以下の通り、中村区下中村町および米野町の各一部により、同区千成通として成立[1]。
  - 千成通1丁目が、下中村町字流・字赤須賀および米野町字上角田の各一部により成立[1]。
  - 千成通2丁目が、下中村町字赤須賀・字白子畑の一部により成立[1]。
  - 千成通3丁目が、下中村町字南郷中の一部により成立[1]。
  - 千成通4丁目が、下中村町字南郷中・字日ノ宮の各一部により成立[1]。
- 1940年（昭和15年）7月1日 - 千成通3丁目に、下中村町字南郷中が編入される[9]。また、千成通4丁目に、下中村町字南郷中の一部が編入される[9]。
- 1947年（昭和22年）9月1日 - 千成通5丁目に、下中村町字東鈍池・字北鈍池・字七反田の各一部が編入される[10]。また、千成通6丁目に、下中村町字北鈍池の一部が編入される[10]。

## 世帯数と人口
2019年（平成31年）2月1日現在の世帯数と人口は以下の通りである。
| 町丁   | 世帯数  | 人口  |
| ------ | ------- | ----- |
| 千成通 | 424世帯 | 716人 |

### 人口の変遷
国勢調査による人口の推移
| 1950年（昭和25年） | 279人 | [ 11 ] |  |
| 1955年（昭和30年） | 393人 | [ 11 ] |  |
| 1960年（昭和35年） | 560人 | [ 12 ] |  |
| 1965年（昭和40年） | 791人 | [ 12 ] |  |
| 1970年（昭和45年） | 816人 | [ 13 ] |  |
| 1975年（昭和50年） | 822人 | [ 13 ] |  |
| 1980年（昭和55年） | 767人 | [ 14 ] |  |
| 1985年（昭和60年） | 771人 | [ 14 ] |  |
| 1990年（平成2年）  | 767人 | [ 15 ] |  |
| 1995年（平成7年）  | 756人 | [ 16 ] |  |
| 2000年（平成12年） | 765人 | [ 17 ] |  |
| 2005年（平成17年） | 736人 | [ 18 ] |  |
| 2010年（平成22年） | 701人 | [ 19 ] |  |
| 2015年（平成27年） | 737人 | [ 20 ] |  |

## 学区
市立小・中学校に通う場合、学校等は以下の通りとなる。また、公立高等学校に通う場合の学区は以下の通りとなる。
| 丁目        | 番・番地等 | 小学校               | 中学校               | 高等学校 |
| ----------- | ---------- | -------------------- | -------------------- | -------- |
| 千成通1丁目 | 全域       | 名古屋市立日吉小学校 | 名古屋市立豊国中学校 | 尾張学区 |
| 千成通2丁目 | 全域       | 名古屋市立日吉小学校 | 名古屋市立豊国中学校 | 尾張学区 |
| 千成通3丁目 | 全域       | 名古屋市立千成小学校 | 名古屋市立豊国中学校 | 尾張学区 |
| 千成通4丁目 | 全域       | 名古屋市立千成小学校 | 名古屋市立豊国中学校 | 尾張学区 |
| 千成通5丁目 | 全域       | 名古屋市立千成小学校 | 名古屋市立豊国中学校 | 尾張学区 |
| 千成通6丁目 | 全域       | 名古屋市立千成小学校 | 名古屋市立豊国中学校 | 尾張学区 |

## 施設
- 名古屋市道岩塚牧野線[7]（地元では千成通と言われている）
- 名西通（愛知県道190号名古屋一宮線）[7][23]
- あいち銀行千成支店[7]

## その他

### 日本郵便
- 郵便番号 : 453-0818[4]（集配局：中村郵便局[24]）。